# Ганнибалиан Младший
Флавий Ганнибалиа́н (лат. Flavius Hannibalianus; возможен вариант Аннибалиан), член династии Константина, получивший формальный титул «Царь царей».

## Биография
Ганнибалиан Младший был сыном Далмация Старшего и братом Далмация Младшего. В 335 году Константин I Великий дал ему в управление вассальное царство Понт с резиденцией в Цезарее и, в пику персидским правителям, титул царя царей, «знатнейшего властителя» (rex nobilissimus II), а также выдал замуж за него свою дочь от Фаусты Константину. Константин Великий считал Ганнибалиана Младшего и Далмация Младшего своими наследниками наравне с тремя своими сыновьями: Константином II, Констанцием II и Константом. Реальной власти Ганнибалиан, по-видимому, никогда не имел, а в 337 году, сразу после смерти Константина, Констанций II первым успел прибыть в Константинополь и стать участником дворцового заговора, цель которого заключалась в том, чтобы передать власть только сыновьям Константина. Было убито множество родственников Константина, в их числе Ганнибалиан Младший и его брат.
Сумели спастись только Галл и Юлиан, сыновья Юлия Констанция, одного из единокровных братьев Константина.